# بخش وایت آی (شهرستان کوشوکتون، اوهایو)
بخش وایت آی (به انگلیسی: White Eyes Township) یک منطقهٔ مسکونی در ایالات متحده آمریکا است که در شهرستان کوشاکتن، اوهایو واقع شده‌است.
 بخش وایت آی ۶۶٫۱۸ کیلومتر مربع مساحت و ۱٬۱۹۴ نفر جمعیت دارد و ۲۵۹ متر بالاتر از سطح دریا واقع شده‌است.